# Peshkopia
Peshkopia, Peshkopi – miasto we wschodniej Albanii, nad rzeką Czarny Drin. Miasto jest stolicą gminy Peshkopi.
Liczba mieszkańców w 2011 r. wynosiła ok. 13,3 tysięcy.
W mieście rozwinął się przemysł mięsny oraz materiałów budowlanych.